# Cezary Specht
Cezary Mariusz Specht (ur. 7 października 1966) – profesor nauk technicznych w dyscyplinie geodezja i kartografia, profesor zwyczajny oraz kierownik Katedry Geodezji i Oceanografii Wydziału Nawigacyjnego Akademii Morskiej w Gdyni. Dyrektor Departamentu Edukacji Polskiej Agencji Kosmicznej (2015-2019). Uczestnik I wojny w Zatoce Perskiej. Oficer rezerwy polskiej Marynarki Wojennej w stopniu komandora.

## Służba wojskowa
Urodził się 7 października 1966 roku w Opolu. Jest absolwentem I Liceum Ogólnokształcącego w Opolu (1985), Wydziału Nawigacji i Uzbrojenia Okrętowego Akademii Marynarki Wojennej im. Bohaterów Westerplatte w Gdyni. W okresie od 1990 do 1992 roku był oficerem nawigatorem na jednostkach pływających i brał wówczas udział w I wojnie w Zatoce Perskiej (Operacja Pustynna Burza) na pokładzie okrętu szpitalno-ewakuacyjnego ORP Wodnik. Następnie rozpoczął działalność naukowo-dydaktyczną w Akademii Marynarki Wojennej. Od 2003 do 2005 roku pełnił funkcję dyrektora Instytutu Nawigacji i Hydrografii Morskiej. W 2005 roku zastąpił kmdr. dr. hab. inż. Stanisława Kołaczyńskiego, prof. nadzw. AMW na stanowisku komendanta-dziekana Wydziału Nawigacji i Uzbrojenia Okrętowego. W dniu 17 sierpnia 2007 roku został prorektorem ds. dydaktycznych Akademii Marynarki Wojennej. Służbę wojskową zakończył w dniu 31 października 2013 roku.

## Praca naukowa
Jest specjalistą w dziedzinie nawigacji i geodezji satelitarnej i urządzeń nawigacyjnych. Zajmuje się głównie badaniami charakterystyk eksploatacyjnych Globalnych Satelitarnych Systemów Nawigacyjnych (GNSS). W 1994 roku uczestniczył w uruchomieniu, testowaniu i wdrożeniu w Polsce systemu DGPS (ang. Differential Global Positioning System), różnicowej odmiany systemu nawigacji satelitarnej GPS (ang. Global Positioning System). Jest również autorem koncepcji modernizacji tego systemu (2006). W 1997 roku obronił doktorat nt. „analizy wielokryterialnej systemu DGPS w aspekcie osłony radionawigacyjnej Bałtyku Południowego” na Wydziale Nawigacji i Uzbrojenia Okrętowego Akademii Marynarki Wojennej im. Bohaterów Westerplatte w Gdyni. Stopień naukowy doktora habilitowanego nauk technicznych w dyscyplinie geodezja i kartografia uzyskał w 2003 roku na Wydziale Geodezji i Gospodarki Przestrzennej Uniwersytetu Warmińsko-Mazurskiego w Olsztynie, rozprawą traktującą o „modelu dostępności, niezawodności i ciągłości transmisji różnicowej GPS”. Za pracę habilitacyjną został wyróżniony w 2005 roku nagrodą Ministra Infrastruktury za „opracowanie oryginalnego modelu matematycznego dostępności, niezawodności i ciągłości transmisji różnicowej GPS”. W 2007 roku nakładem Wydawnictwa diecezji pelplińskiej Bernardinum wydał monografię System GPS z serii Biblioteka Nawigacji, której jest redaktorem. Wspomniana książka została wyróżniona nagrodą Ministra Infrastruktury za najlepszą książkę o tematyce transportowej wydaną w roku akademickim 2006/07 oraz „Książką Miesiąca Czasopisma Elektronika Praktyczna” w listopadzie 2007. W dniu 3 lipca 2012 roku otrzymał tytuł naukowy profesora w dziedzinie nauk technicznych. Od 1 listopada 2013 roku pracuje w Akademii Morskiej w Gdyni, początkowo zajmując stanowisko profesora zwyczajnego Akademii Morskiej w Gdyni na Wydziale Nawigacyjnym w Katedrze Transportu i Logistyki, następnie obejmując stanowisko kierownika Katedry Geodezji i Oceanografii na tym samym wydziale. W latach 2008–2014 był profesorem nadzwyczajnym Politechniki Gdańskiej na Wydziale Inżynierii Lądowej i Środowiska w Zakładzie/Katedrze Geodezji. Jest autorem (do 2023 r.): 261 artykułów (56 w czasopismach JCR); autorem lub współautorem 5 monografii; kierował 18 projektami n-b; był wykonawcą w 41 projektach n-b; promotor 5 doktoratów; recenzent w 7 przewodach o nadanie tytułu profesora, recenzent w 9 postępowaniach habilitacyjnych oraz recenzent 14 prac doktorskich. Za działalność naukową dotyczącą GNSS otrzymał 4 Nagrody Naukowe Ministrów MON i Minister Infrastruktury.
Członek Komitetu Geodezji Polskiej Akademii Nauk kadencji: 2007-2011, 2011-2015 i 2016-2020, Polskiego Towarzystwa Nautologicznego, Polskiego Forum Nawigacyjnego (ang. Polish Navigation Forum) oraz Międzynarodowego Stowarzyszenia Instytutów Nawigacji (ang. International Association of Institutes of Navigation). Przewodniczący Komisji Nawigacji i Hydrografii Komitetu Geodezji PAN kadencji 2011-2015.
Członek Akademickiego Klubu Obywatelskiego im. Prezydenta Lecha Kaczyńskiego w Gdańsku.

## Odznaczenia
- Srebrny Krzyż Zasługi (2006)[7]
- Srebrny Medal „Siły Zbrojne w Służbie Ojczyzny”
- Srebrny Medal „Za zasługi dla obronności kraju”
- Medal Komisji Edukacji Narodowej (2004)
- saudyjski Medal Wyzwolenia Kuwejtu (trb. z arab. Nuth al-Tahrir al-Kuwait, 1991)

## Publikacje
- Cezary Specht, Synchronized FDMA of DGPS Reference Stations for LF/MF Systems. The European Navigation Conference GNSS 2002. Kopenhaga 2002
- Cezary Specht, Polish Maritime DGPS Reference Stations Coverage after the Implementation of New Frequency Net – Preliminary Results. Reports on Geodesy No 01 (61). Warszawa 2002
- Cezary Specht, Availability, Reliability and Continuity in Navigation and Hydrography – terminology discussion. Annual of Navigation 4/2002. Gdynia 2002
- Krzysztof Czaplewski, Cezary Specht, Territorial Determination of Base and Coast Lines by GPS Total Station. Nawigacja i Gidrografia 14/2002. Petersburg 2002
- Cezary Specht, Availability of the navigational systems with the exponential distributions of lifetimes and times of failures. Proceedings of XIIth International Scientific and Technical Conference – The Part of Navigation in Support of Human Activity on the Sea. Gdynia 2002
- Aleksander Nowak, Cezary Specht, DGPS Reference station coverage projecting program. Proceedings of XIIth International Scientific and Technical Conference – The Part of Navigation in Support of Human Activity on the Sea. Gdynia 2002
- Aleksander Nowak, Cezary Specht, Projektowanie stref dokładności naziemnych systemów stadiometrycznych. Proceedings of XIIth International Scientific and Technical Conference – The Part of Navigation in Support of Human Activity on the Sea. Gdynia 2002
- Cezary Specht, Transmission Reliability Model for DGPS Systems. The European Navigation Conference GNSS 2003. Graz 2003
- Cezary Specht, Availability, Reliability and Continuity Model of Differential GPS Transmission. Annual of Navigation 5/2003. Gdynia 2003
- Cezary Specht, System GPS. Pelplin 2007